# Hilde Maroff
Hilde Maroff (5 de junio de 1904 - 15 de septiembre de 1984) fue una actriz teatral y cinematográfica alemana, activa en la época del cine mudo.

## Biografía
Su nombre completo era Hildegard Maroff, y nació en Berlín, Alemania. Tenía 15 años cuando hizo un pequeño papel teatral, siguiendo después clases de actuación impartidas por Meinhardt Bernauer. Tras aprender posteriormente ballet, inició su carrera artística actuando en el Komödienhaus y en el Berliner Theater.
Su primer papel cinematográfico de importancia llegó en 1926 con Kubinke, der Barbier, und die drei Dienstmädchen, cinta en la que actuaba junto a Erika Glässner, Käthe Haack y Werner Fuetterer. A la vez, Maroff actuaba también en el cabaret.
En el año 1929 se casó con el Dr. Kurt Bosse e interrumpió temporalmente su carrera. Tuvo tres hijos: Ilse (nacida en 1929), Peter Bosse (nacido en 1931) y Barbara (1935), que fue bailarina con Mary Wigman. El segundo fue un conocido actor infantil que empezó a actuar a los cuatro años de edad.
Cuando reanudó su carrera hizo papeles más pequeños, trabajando en tres películas junto a su hijo. Finalizada la Segunda Guerra Mundial hubo de hacerse cargo del cuidado de sus hijos al fallecer su marido en la contienda. Fue directora en el Berliner Märchenbühne y dirigió teatro infantil. Además, hizo pequeños papeles en el Theater am Schiffbauerdamm junto a sus hijos Peter y Barbara, actuando igualmente en el Teatro Schiller de Berlín.
Hilde Maroff falleció en 1984, a los 80 años de edad, tras una larga enfermedad. Fue enterrada en el Cementerio de Dorotheenstädt, en Berlín.

## Filmografía (selección)
- 1922 : Pömperly’s Kampf mit dem Schneeschuh
- 1926 : Der Liebe Lust und Leid
- 1926 : Kubinke, der Barbier, und die drei Dienstmädchen
- 1927 : Das Erwachen des Weibes
- 1927 : Der Kavalier vom Wedding
- 1927 : Liebelei
- 1927 : Männer vor der Ehe
- 1927 : Schwere Jungs – leichte Mädchen
- 1927 : Der Soldat der Marie
- 1928 : Die drei Frauen von Urban Hell
- 1928 : Freiwild
- 1928 : Notschrei hinter Gittern
- 1928 : Fräulein Chauffeur
- 1928 : Schenk mir das Leben
- 1929 : Die lustigen Vagabunden
- 1929 : Mutterliebe
- 1932 : Zwei reparieren sich durch
- 1932 : Das Abenteuer der Thea Roland
- 1932 : Drei von der Stempelstelle
- 1933 : Es war einmal ein Musikus
- 1933 : Was Frauen träumen
- 1934 : Der Herr Senator
- 1935 : Ein idealer Gatte
- 1936 : Das Gäßchen zum Paradies
- 1937 : Solo per te
- 1938 : Asszony a válaszúton
- 1938 : Mutterlied